# Срацимир (село)
Вижте пояснителната страница за други значения на Срацимир.
Срацимир е село в Североизточна България. То се намира в община Силистра, област Силистра.

## География
Срацимир е село в община Силистра. То се намира на 13 км от Силистра.
І. ГЕОГРАФСКО ПОЛОЖЕНИЕ, КЛИМАТ И ВОДИ
В североизточната част на Дунавската хълмиста равнина до границата с Р Румъния и на 8 км югоизточно от гр. Силистра е разположено землището на с. Срацимир с площ от 56,877 кв. км.
Селото е разположено върху 3 хълма със 119 м. надморска височина и на 1 км. от дясно на пътя свързващ Силистра – Добрич – Варна. Отстои на 13 км. от гр. Силистра и на 78 км от гр. Добрич.
В климатично отношение се характеризира с умерено-континентален климат, формиращ се под влияние на въздушни маси на умерените ширини, по-малко или повече трансформирани океански въздушни маси, нахлуващи от северозапад и запад и континентални
въздушни маси. Средната януарска температура е около 0°, а средноюлската около 22-23°. Преобладаващите ветрове са югозападни
и североизточни. С промените в климата в миналото остават студените и снежни зими със страшните виелици и силните и студени североизточни ветрове. Зимите стават все по-безснежни, а летата все по-горещи и сухи. Количеството на валежите намалява. Годишното
количество е около 600 мм, л/кв. м.
При по-влажен климат през Холоцена в източната покрайнина на селото е протичала пълноводната река Канагьол, водеща началото си от Самуиловите височини, вливаща се в река Дунав при езерото Гърлица /Буджак/ - Румъния. През Кватернера в резултат на бавни-
те радиални движения и поради промяна на климата, реката губи водите си във варовиковата подложка. Издигането е станало на етапи, които определят формирането на речните тераси. Южно от селото в местността „Чиплака“ е запазена речна тераса на 10-15  метра височина. За района е характерен покрития карст, а по поречието на реката са образувани ниши и подмоли. 
Южно по десния бряг на сухата долина е разположена пещерата
Хайдушката дупка. Според легендата галериите й стигат до с. Попкралево. Срещу Хайдушката дупка по левия стръмен бряг на долината са разположени високо скални ниши, за които се предполага, че са скални църкви или монашески обители, но не са изследвани. До края на 60-те години на ХХ век по високия стръмен бряг все още са се виждали железни халки,
за които се предполага, че са връзвани плавателни съдове. В района на селото има неголям брой карстови извори, чиито води са каптирани в каменните чешми:
Крайната чешма, Селската чешма, Бояровата чешма, двете Пейчин чешми със студена пивка вода. Множество кладенци, някои от които са изоставени.
В Алмалийският кулак се намира аязмото – Ангелушевото кладенче, станало известно през 1861 г. По данни на Илия Блъсков, съвременник на събитията, на кладенчето са идвали да се лекуват хора от страните по поречието на р. Дунав с кораби на австрийското дружество „Лойд” /предполагало се е, че с печалбите от големия пътнически поток дружеството построява кораба „Радецки”/.
На самото кладенче, при хубаво време, всяка година на втория ден на
Великден Доростолският митрополит отслужва пасхален водосвет .
Почвената покривка е от черноземна плодородна почва, по-точно излужен чернозем, върху който добре се развива и до днес запазената степна и лесостепна растителност. Срещат се ценните билки – риган, полски хвощ, жълт кантарион, мащерка, маточина, дива мента, камшик и др. От селскостопанските култури най-добре виреят зърнените, а района е подходящ и за отглеждане на кайсиеви насаждения.
От обширните гъсти и непроходими в миналото Караормански гори,  днес са запазени само на юг от селото с характерните растителни видове – дъб– цер и благун, бук, габър, клен, липа, акация. От храстовидните – дрян, глог, шипка, трънка, смрадлика, чашкодрян и кисел трън. В горите се срещат сърни, елени, диви прасета, вълци, лисици, чакали, зайци. От птичия свят са запазени фазани, голяма дропла, гургулици, врани, свраки, пъдпъдъци; от степните – пор, лалугери, а от влечугите – гущери, змии (смоци, пепелянки, водни змии). Землището на с. Срацимир е включено в Натура 2000, с цел опазване на уникалния ландшафт, редките  растителни съобщества и естествените местообитания на защитени растителни и животински видове. В местността Шивкана е открито малко находище от нишадър, което няма промишлено значение и не се експлоатира.

## История
Предполага се, че селото възниква около 1830 г. под името Караорман.

## Население
Численост на населението според преброяванията през годините:
| \| Година на преброяване \| Численост \| \| --------------------- \| --------- \| \| 1934 \| 1183 \| \| 1946 \| 1238 \| \| 1956 \| 1192 \| \| 1965 \| 976 \| \| 1975 \| 683 \| \| 1985 \| 536 \| \| 1992 \| 495 \| \| 2001 \| 419 \| \| 2011 \| 289 \| \| 2021 \| 201 \| |           |
| Година на преброяване | Численост |
| 1934 | 1183      |
| 1946 | 1238      |
| 1956 | 1192      |
| 1965 | 976       |
| 1975 | 683       |
| 1985 | 536       |
| 1992 | 495       |
| 2001 | 419       |
| 2011 | 289       |
| 2021 | 201       |

### Етнически състав
Преброяване на населението през 2011 г.
Численост и дял на етническите групи според преброяването на населението през 2011 г.:
|                     | Численост | Дял (в %) |
| Общо                | 289       | 100.00    |
| Българи             | 276       | 95.50     |
| Турци               | 5         | 1.73      |
| Цигани              | 0         | 0.00      |
| Други               | 0         | 0.00      |
| Не се самоопределят | 0         | 0.00      |
| Неотговорили        | 8         | 2.76      |

## Културни и природни забележителности
Край село Срацимир, община Силистра, област Силистра има аязмо – свещен извор.